# 反犹太主义意识法案
反犹太主义意识法案（英語：Antisemitism Awareness Act），美国众议院通过的法案，该法案主张将国际大屠杀纪念联盟（IHRA）对反犹主义的定义编入美国《民权法》关于反歧视的章节。当地时间2024年5月1日，美国国会众议院以320票赞成、91票反对的表决结果通过该法案。